# مارلا غراف ديكر
مارلا غراف ديكر (بالإنجليزية: Marla Graff Decker)‏ هي قاضية أمريكية، ولدت في 31 مايو 1958 في نيويورك في الولايات المتحدة.